# Scott Buck
Scott Randall Buck (...) è uno sceneggiatore statunitense, noto per il suo lavoro nelle serie televisive Six Feet Under e Dexter.

## Carriera
Buck ha cominciato a lavorare come sceneggiatore di sitcom, e nel 2002 si è unito allo staff di Six Feet Under come sceneggiatore e supervisore di produzione  della seconda stagione. È rimasto come supervisore di produzione della terza stagione, e a partire dalla quarta stagione è stato promosso a co-produttore esecutivo. Per il suo lavoro in Six Feet Under è stato nominato ai Writers Guild of America Award per il Miglior episodio drammatico e Miglior serie drammatica. Per il suo lavoro nella serie ha inoltre ricevuto un Peabody Award. Ha continuato a lavorare come co-produttore esecutivo e sceneggiatore per la quinta e ultima stagione della serie.
In seguito Buck ha lavorato come co-produttore esecutivo della seconda stagione della serie televisiva della HBO Roma, per la quale ha anche scritto due episodi.
Nel 2007 ha cominciato a lavorare come sceneggiatore e co-produttore esecutivo della seconda stagione di Dexter, ruolo che ha ricoperto anche per la terza stagione e quarta stagione. Dalla sesta stagione Buck ha assunto il ruolo di showrunner e produttore esecutivo. Per il suo lavoro Buck è stato nominato tre volte ai Writers Guild of America Award per la Miglior serie drammatica.
Nel dicembre 2015 viene scelto come showrunner e produttore esecutivo della serie MCU Marvel's Iron Fist, prodotta da Marvel e Netflix.

## Filmografia

### Sceneggiatore
- Charlie Hoover – serie TV, episodio 1x07 (1991)
- Coach – serie TV, 15 episodi (1993-1996)
- The Oblongs... – serie TV, episodi 1x02-1x04-1x05 (2001)
- Tutti amano Raymond (Everybody Loves Raymond) – serie TV, episodio 5x24 (2001)
- Nikki – serie TV, episodi 1x02-1x12-2x09 (2000-2001)
- Six Feet Under – serie TV, 7 episodi (2002-2005)
- Roma (Rome) – serie TV, episodi 2x03-2x07 (2007)
- Dexter – serie TV, 18 episodi (2007-2013)
- Iron Fist – serie TV, 23 episodi (2017-2018)
- Inhumans – serie TV, 8 episodi (2017)
- Dexter: Resurrection – serie TV, episodio 1x02 (2025)

### Produttore esecutivo
- The Oblongs... – serie animata, 9 episodi (2001) - supervisore di produzione
- Six Feet Under – serie TV, 35 episodi (2002-2005) - co-produttore esecutivo
- Dexter – serie TV, 81 episodi (2007-2013)
- Iron Fist – serie TV, 13 episodi (2017)
- Inhumans – serie TV, 8 episodi (2017)

### Produttore
- Coach – serie TV, 34 episodi (1993-1996)
- Nikki – serie TV, 26 episodi (2000-2002)